# Рашевський Станіслав Ілліч
Володимир Іванович Рашевський (нар. 8 липня 1938, село Вушнівка? Харківського району Харківської області) — український діяч, голова Житомирської обласної ради (1992—1994 рр.).

## Життєпис
Народився у родині службовців. Закінчив Мереф'янську середню школу Харківської області. Трудову діяльність розпочав фрезерувальником ливарно-механічного заводу Харкова, потім працював робітником на цегельному заводі.
У 1962 році закінчив Харківський зооветеринарний інститут.
У 1962—1975 роках — зоотехнік колгоспу «Зоря комунізму» Попільнянського району Житомирської області; зоотехнік Ружинського районного управління сільського господарства Житомирської області; головний зоотехнік Попільнянського районного сільськогосподарського управління Житомирської області. Член КПРС.
З 1975 року — секретар Попільнянського районного комітету КПУ Житомирської області. У 1976—1978 роках — слухач Київської Вищої партійної школи при ЦК КПУ.
У 1978—1980 роках — інструктор, заступник завідувача сільськогосподарського відділу Житомирського обласного комітету КПУ.
У 1980—1982 роках — голова виконавчого комітету Лугинської районної ради народних депутатів Житомирської області.
У 1982—1990 роках — 1-й секретар Лугинського районного комітету КПУ Житомирської області.
У березні — квітні 1990 року — голова Лугинської районної ради народних депутатів Житомирської області.
У квітні 1990 — квітні 1992 року — заступник голови Житомирської обласної ради народних депутатів.
У квітні 1992 — червні 1994 року — голова Житомирської обласної ради народних депутатів.
Потім — на пенсії.

## Звання
- Державний службовець 1-го рангу (.04.1994)[1].